# 大同云冈国际机场
大同云冈国际机场是一個中國機場，位於山西省大同市云州区倍加造镇以北，屬於4C級機場。机场跑道长度3000米，宽度45米；有2条垂直滑行道和7机位停机坪；新航站楼（T2国内航站楼）10850平方米，旧航站楼（T1国际航站楼）4273平方米，航管楼1600平方米。
大同机场于2006年1月开通，取代之前使用的空军怀仁机场。
据统计，2011年大同机场航班起降量为3500余架次，旅客吞吐量为21.7万人次，运输货物量为1800吨。

## 历史

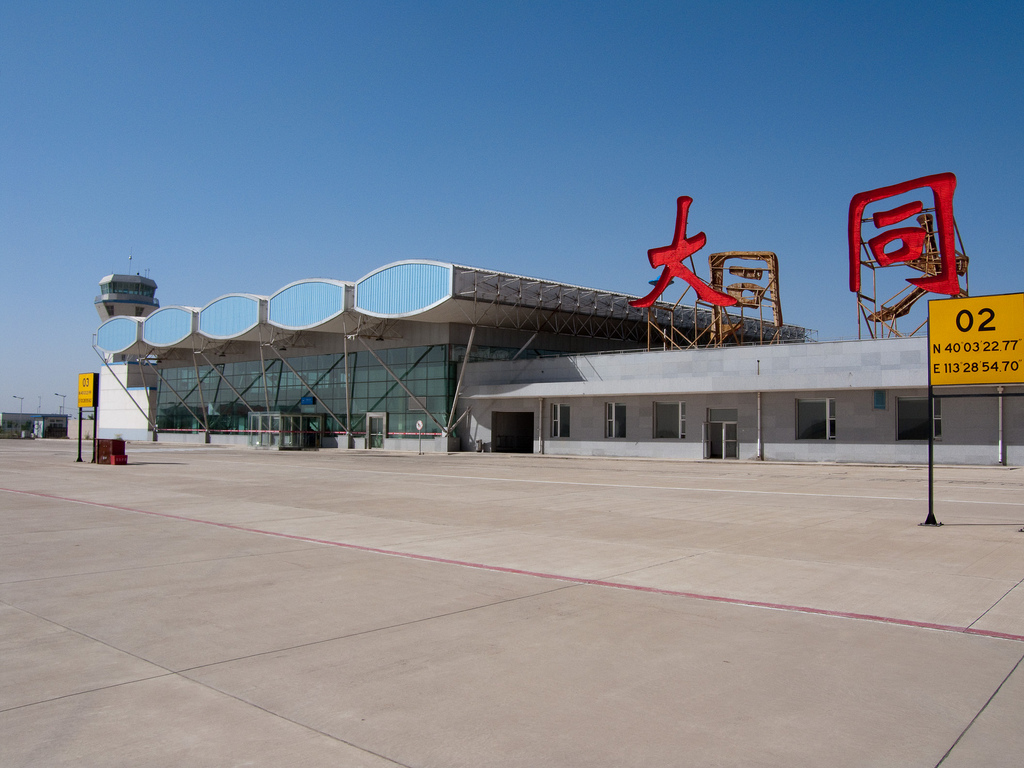
老航站楼

2012年7月27日，“大同倍加皂机场”民航局综合司批复更名为“大同云冈机场”。
2024年1月9日，民航局综合司批复更名为“大同云冈国际机场”。

## 航空公司與航點
2025年夏秋航季（3月30日至10月25日），大同云冈国际机场运营航线12条，通航城市16个，其中包括国内城市15个，国际城市1个。

### 国內航線
| 航空公司     | 目的地                                        |
| ------------ | --------------------------------------------- |
| 河北航空     | 石家庄、厦门                                  |
| 中国东方航空 | 上海/浦东、武汉、太原、南京、广州、昆明、杭州 |
| 东海航空     | 深圳、郑州                                    |
| 中国南方航空 | 大连、重庆                                    |
| 吉祥航空     | 上海/虹桥                                     |
| 瑞丽航空     | 成都/天府、哈尔滨                             |

### 港澳台/國際航線
| 航空公司     | 目的地         |
| ------------ | -------------- |
| 大灣區航空   | 香港（季節性） |
| 泰國獅子航空 | 曼谷/廊曼      |
| 匈奴航空     | 烏蘭巴托       |